# Anodyne
Anodyne è il quarto e ultimo album in studio del gruppo musicale statunitense Uncle Tupelo, pubblicato nel 1993.

## Tracce
1. Slate (Farrar) – 3:24
2. Acuff-Rose (Tweedy) – 2:35
3. The Long Cut (Tweedy) – 3:20
4. Give Back the Key to My Heart (Sahm) – 3:26
5. Chickamauga (Farrar) – 3:42
6. New Madrid (Tweedy) – 3:31
7. Anodyne (Farrar) – 4:50
8. We've Been Had (Tweedy) – 3:26
9. Fifteen Keys (Farrar) – 3:25
10. High Water (Farrar) – 4:14
11. No Sense in Lovin' (Tweedy) – 3:46
12. Steal the Crumbs (Farrar) – 3:38

Tracce Bonus - Reissue 2003 CD
1. Stay True (Farrar) – 3:29
2. Wherever (Tweedy) – 3:38
3. Are You Sure Hank Done It This Way (Jennings) – 3:01
4. Truck Drivin' Man (Live) (Fell) – 2:13
5. Suzy Q (Live) (Hawkins/Lewis/Broadwater) – 7:13

## Formazione
- Ken Coomer – batteria
- Jay Farrar – voce, chitarra, mandolino (traccia 2)
- Max Johnston – fiddle, lap steel guitar, banjo (6), dobro (9)
- John Stirratt – chitarra, basso
- Jeff Tweedy – voce, basso, chitarra

Altri musicisti
- Joe Ely – voce (15)
- Brian Henneman – voce (16)
- Lloyd Maines – pedal steel guitar
- Doug Sahm – chitarra, voce (4)